# جان سورمن

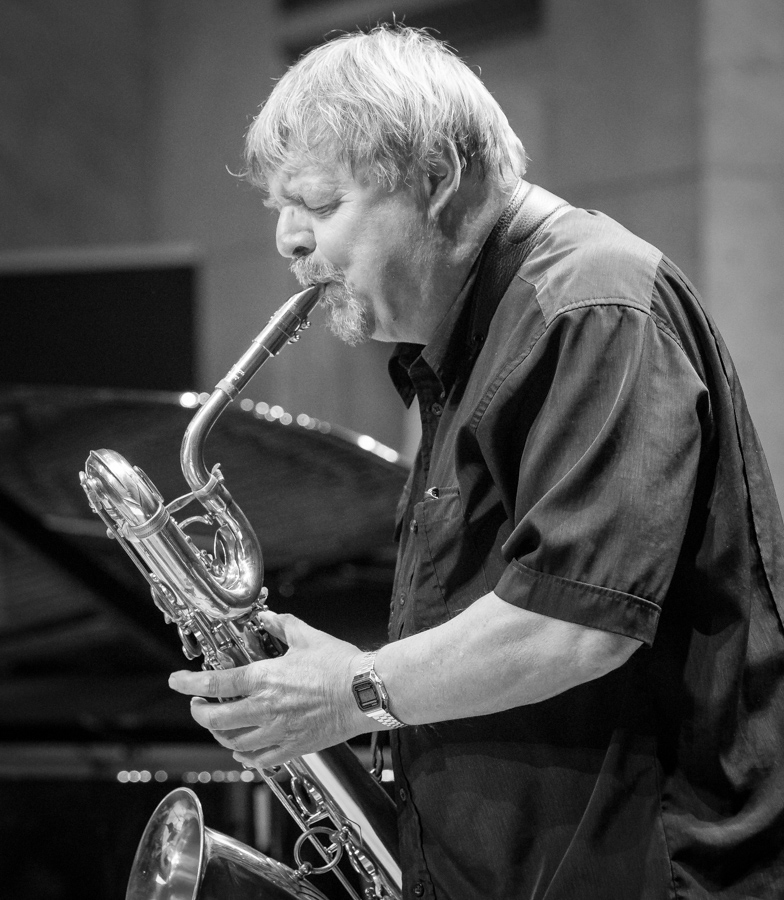

جان سورمن (انگلیسی: John Surman؛ زادهٔ ۳۰ اوت ۱۹۴۴) آهنگساز جاز و نوازندهٔ ساکسوفون، کلارینت باس و سینث‌سایزر اهل بریتانیا است. او با بهره‌گیری از مایه‌های موسیقی فولکلور در سبک‌های جاز آزاد و مودال جاز فعالیت می‌کند و آثاری برای اجراهای رقص و موسیقی متن فیلم نیز در کارنامه دارد.